# Zug (Gemeinde Lech)
Zug ist ein Ortsteil der Gemeinde Lech am Arlberg im Bundesland Vorarlberg.
Die Rotte Zug befindet sich im Lechtal und liegt knapp drei Kilometer flussaufwärts von Lech am linken Ufer auf 1510 m ü. A.. Der Ort setzt in den letzten Jahren verstärkt auf Tourismus und bietet im Winter Ski- und Langlauf und im Sommer Golf, Wandern und Radfahren.
Im Ortsteil befinden sich ein 9-Loch Golfplatz und ein Fischteich mit zugehörigem Restaurant. Mit der Madloch-Abfahrt und der Zuger Bergbahn befindet sich der Ortsteil im Skigebiet Ski Arlberg.